# 大刺唇齒鱨
大刺唇齒鱨，為輻鰭魚綱鯰形目鱨科的其中一種，為熱帶淡水魚類，分布於亞洲泰國至印尼淡水流域，體長可達25公分，棲息在泥底質底層水域，以甲殼類、有機碎屑等為食，生活習性不明，可做為食用魚。

## 扩展阅读
維基物種上的相關：大刺唇齒鱨